# État d'esprit (album)
Albums de S.Pri Noir
Masque Blanc
(2018) La Cour des miracles
(2024)
Singles
1. Dystopia
Sortie : 22 janvier 2020
2. 4 litres 2 (Freestyle)
Sortie : 1 avril 2020
3. T'as capté
Sortie : 10 avril 2020
4. Maman dort
Sortie : 23 juin 2020
5. Rio Paris (Vol 447)
Sortie : 26 août 2020
6. 911
Sortie : 11 septembre 2020
7. AR (Saison 999)
Sortie : 3 février 2021
8. En vrai (Saison 999)
Sortie : 17 février 2021
9. 7 vies (Saison 999)
Sortie : 3 mars 2021
10. Juicy (Saison 999)
Sortie : 17 mars 2021
11. Hacienda (Saison 999)
Sortie : 31 mars 2021
12. Assermenté (Saison 999)
Sortie : 11 avril 2021

État d'esprit est le deuxième album du rappeur S.Pri Noir sorti le 17 avril 2020. Il contient des featuring avec Leto, Alpha Wann, Sneazzy, 4Keus, Alonzo, Lefa, Laylow, Lyna Mahyem ou encore Dadju.

## Genèse
L'opus avait déjà été annoncé au début de la carrière  du rappeur avec sa net-tape gratuite intitulée En attendant État d'esprit, parue en 2012.
Le premier extrait Dystopia sort en janvier 2020, suivi en avril par 4 litres 2 (Freestyle), puis par T'as capté.
À partir de l'année 2021, S.Pri Noir sort de nouveaux titres tous les 15 jours jusqu'en juin. Il sortit en premier AR feat. Gazo, en deuxième En vrai avec Da Uzi, en troisième 7 vies avec RK, en quatrième Juicy feat. Sean, en cinquième Hacienda, en sixième Assermenté avec Mister You, en septième Savage feat. Goya, en huitième Sarah Connor, en neuvième Si tu savais avec Tayc et en dixième Bombay feat. Still Fresh.
Le 22 juillet 2021, soit un an et trois mois après sa sortie, l'album est certifié disque d'or en France, par le SNEP.

## Pistes
| Edition standard | Edition standard                        | Edition standard | Edition standard | Edition standard | Edition standard | Edition standard | Edition standard | Edition standard | Edition standard |
| No               | Titre                                   | Durée            |                  |                  |                  |                  |                  |                  |                  |
| ---------------- | --------------------------------------- | ---------------- | ---------------- | ---------------- | ---------------- | ---------------- | ---------------- | ---------------- | ---------------- |
| 1.               | Mutiplayer (Intro)                      | 3:43             |                  |                  |                  |                  |                  |                  |                  |
| 2.               | Salades                                 | 3:22             |                  |                  |                  |                  |                  |                  |                  |
| 3.               | Mannequin (feat. Leto)                  | 2:43             |                  |                  |                  |                  |                  |                  |                  |
| 4.               | Rio Paris (Vol 447)                     | 2:14             |                  |                  |                  |                  |                  |                  |                  |
| 5.               | T'as capté (feat. Alpha Wann & Sneazzy) | 3:42             |                  |                  |                  |                  |                  |                  |                  |
| 6.               | Humain                                  | 2:50             |                  |                  |                  |                  |                  |                  |                  |
| 7.               | Night and Day (feat. 4Keus)             | 3:13             |                  |                  |                  |                  |                  |                  |                  |
| 8.               | Code pin 878                            | 5:01             |                  |                  |                  |                  |                  |                  |                  |
| 9.               | Maman dort (feat. Alonzo)               | 3:25             |                  |                  |                  |                  |                  |                  |                  |
| 10.              | Badman (feat. Lefa)                     | 2:30             |                  |                  |                  |                  |                  |                  |                  |
| 11.              | 100 regrets                             | 3:50             |                  |                  |                  |                  |                  |                  |                  |
| 12.              | Le plan (feat. Laylow)                  | 4:21             |                  |                  |                  |                  |                  |                  |                  |
| 13.              | Code pin 778 (feat. Lyna Mahyem)        | 3:45             |                  |                  |                  |                  |                  |                  |                  |
| 14.              | 911 (feat. Dadju)                       | 2:58             |                  |                  |                  |                  |                  |                  |                  |
| 15.              | Dystopia                                | 2:59             |                  |                  |                  |                  |                  |                  |                  |
| 16.              | 4 litres 2 (Freestyle)                  | 3:05             |                  |                  |                  |                  |                  |                  |                  |
| 17.              | Fiesta                                  | 2:35             |                  |                  |                  |                  |                  |                  |                  |
| 56:00            |                                         |                  |                  |                  |                  |                  |                  |                  |                  |

| Saison 999 | Saison 999                    | Saison 999 | Saison 999 | Saison 999 | Saison 999 | Saison 999 | Saison 999 | Saison 999 | Saison 999 |
| No         | Titre                         | Durée      |            |            |            |            |            |            |            |
| ---------- | ----------------------------- | ---------- | ---------- | ---------- | ---------- | ---------- | ---------- | ---------- | ---------- |
| 1.         | AR (feat. Gazo)               | 3:52       |            |            |            |            |            |            |            |
| 2.         | En vrai (feat. DA Uzi)        | 3:50       |            |            |            |            |            |            |            |
| 3.         | 7 vies (feat. RK)             | 3:03       |            |            |            |            |            |            |            |
| 4.         | Juicy (feat. Sean)            | 3:37       |            |            |            |            |            |            |            |
| 5.         | Hacienda                      | 2:35       |            |            |            |            |            |            |            |
| 6.         | Assermenté (feat. Mister You) | 3:16       |            |            |            |            |            |            |            |
| 7.         | Savage (feat. Goya)           | 3:17       |            |            |            |            |            |            |            |
| 8.         | Sarah Connor                  | 3:00       |            |            |            |            |            |            |            |
| 9.         | Si tu savais (feat. Tayc)     | 3:02       |            |            |            |            |            |            |            |
| 10.        | Bombay (feat. Still Fresh)    | 2:58       |            |            |            |            |            |            |            |
| 32:00      |                               |            |            |            |            |            |            |            |            |

## Titre certifié en France
- Maman dort (feat. Alonzo)  Or[16]
- Code pin 778 (feat. Lyna Mahyem)  Or

## Clips vidéo
- 22 janvier 2020 : Dystopia
- 1er avril 2020 : 4 litres 2 (Freestyle)
- 10 avril 2020 : T'as capté (feat. Alpha Wann & Sneazzy)
- 23 juin 2020 : Maman dort (feat. Alonzo)
- 26 août 2020 : Rio Paris (Vol 447)
- 11 septembre 2020 : 911 (feat. Dadju)
- 3 février 2021 : AR (feat. Gazo)
- 19 février 2021 : En vrai (feat. DA Uzi)
- 3 mars 2021 : 7 vies (feat. RK)[17]
- 17 mars 2021 : Juicy (feat. Sean)
- 31 mars 2021 : Hacienda
- 11 avril 2021 : Assermenté (feat. Mister You)
- 30 avril 2021 : Savage (feat. Goya)
- 28 mai 2021 : Sarah Connor
- 11 juin 2021 : Si tu savais (feat. Tayc)
- 16 juillet 2021 : Bombay (feat. Still Fresh)

## Classements et certification

### Classements hebdomadaires
| Classement (2021)            | Meilleure position |
| ---------------------------- | ------------------ |
| France (SNEP)                | 2                  |
| Suisse (Schweizer Hitparade) | 25                 |
| Belgique (Wallonie Ultratop) | 9                  |

### Certification
| Région                                                                                                 | Certification | Ventes/Streams |
| --- | ------------- | -------------- |
| France (SNEP)                                                                                          | Or            | 50 000         |
| *Ventes selon la certification ^Mise en rayon selon la certification xNon précisé par la certification |               |                |